# Nether Largie Mid
Der Nether Largie Mid Cairn liegt zwischen den Steinhügeln Nether Largie South und Nether Largie North auf einer niedrigen Terrasse im Tal von Kilmartin in Argyll and Bute in Schottland. Er wurde 1929 ausgegraben. Die Ausgrabung deckte zwei leere Steinkisten auf.
Der Steinhügel hatte etwa 30 m Durchmesser und war bis zu den 1920er Jahren etwa drei Meter hoch. Kurz bevor er ausgegraben wurde, war viel von dem Hügelmaterial zum Straßenbau entfernt worden. Es ist jetzt eine unregelmäßige bis zu einem Meter hohe Plattform von Steinen innerhalb der mehrere Randsteine, besonders auf dem westlichen Kreisbogen zu sehen sind. Die Position der nördlichen, die in einer Grube unter dem Steinhügel liegt, wird heute nur mehr durch niedrige Posten angezeigt. Die Kiste in der Nähe des Südrandes des Steinhügels ist sichtbar.

## Die Nordkiste
Diese nordost-südwest ausgerichteter Steinkiste aus flachen Platten misst 1,2 mal 0,7 m und ist 0,6 m tief. Der massive, allseitig überstehende Deckstein in Form einer Raute misst 2,5 mal 1,8 m. Die Seitenplatten waren sorgfältig ausgekehlt worden, um die Endplatten zu halten.

## Die Südkiste
Die Steinkiste war in eine in den Kies gegrabene Grube eingefügt. Sie wird heute mit dem massiven, unterstützten Deckstein gezeigt, so dass das Innere sichtbar ist. Der Deckstein ist eine große 0,28 m dicke dreieckige Platte, mit Seitenlänge von 1,9 m. Die nordwest-südost-ausgerichtete Steinkiste misst etwa 1,4 m × 0,6 m und ist 0,55 m tief. Auf der Innenseite einer Endplatte befindet sich mindestens ein erkennbares Schälchen, (engl. cupmarks) mit 50 mm Durchmesser und 10 mm Tiefe. Im Zentrum der Platte ist eine von der Form her bronzezeitliche Axt eingepickt. Sie ist 150 mm lang, hat 110 mm Klingenbreite und 70 mm Kopfbreite.

## Schalenstein
Etwa 9,5 m nordöstlich der Steinkiste liegt eine Platte von 0,95 m × 0,63 m und 0,21 m Dicke, die fünf Schälchen (englisch cups ) mit bis zu 50 mm Durchmesser und 10 mm Tiefe trägt (Schalenstein).